# Віктор Крупа
Віктор Крупа (словац. Viktor Krupa; 23 грудня 1936 Нове-Місце-над-Вагом, перша Чехословацька Республіка — 14 лютого 2021) — відомий словацький сходознавець і перекладач. Спеціаліст в області японістики і культури Океанії. З 1990 по 2006 завідувач кабінетом орієнталістики Словацької академії наук. За час наукової діяльності побував у кількох тривалих закордонних відряджень, в тому числі на Гавайські острови і Нову Зеландію.
Він опублікував ряд книг англійською мовою (в Нідерландах і Великій Британії):
- Polynéské mýty 1973,
- Japonské mýty 1979,
- Cesty bohů 1988,
- Polynésané 1988.

В іноземних експертних колах найбільше цінуються його публікації:
- Morpheme and Word in Maori (Haag 1966),
- The Maori Language (Moskva 1968)
- The Polynesian languages (Routledge & Kegan Paul; Londýn, Boston, Melbourne a Henley, 1982).
- V roce 1996 vydal spolu s J. Genzorem encyklopedické dílo Jazyky světa v prostoru a čase.
- V roce 1996 vydal v nakladatelství CAD Press Bratislava knihu Legendy a mýty Polynésie / Polynéská kosmogonie (Mýty o stvoření světa).
- V roce 2007 vyšel ve stejném vydavatelství jeho překlad KODŽIKI — Japonské mýty.